# هيئة الإسعاف المصرية

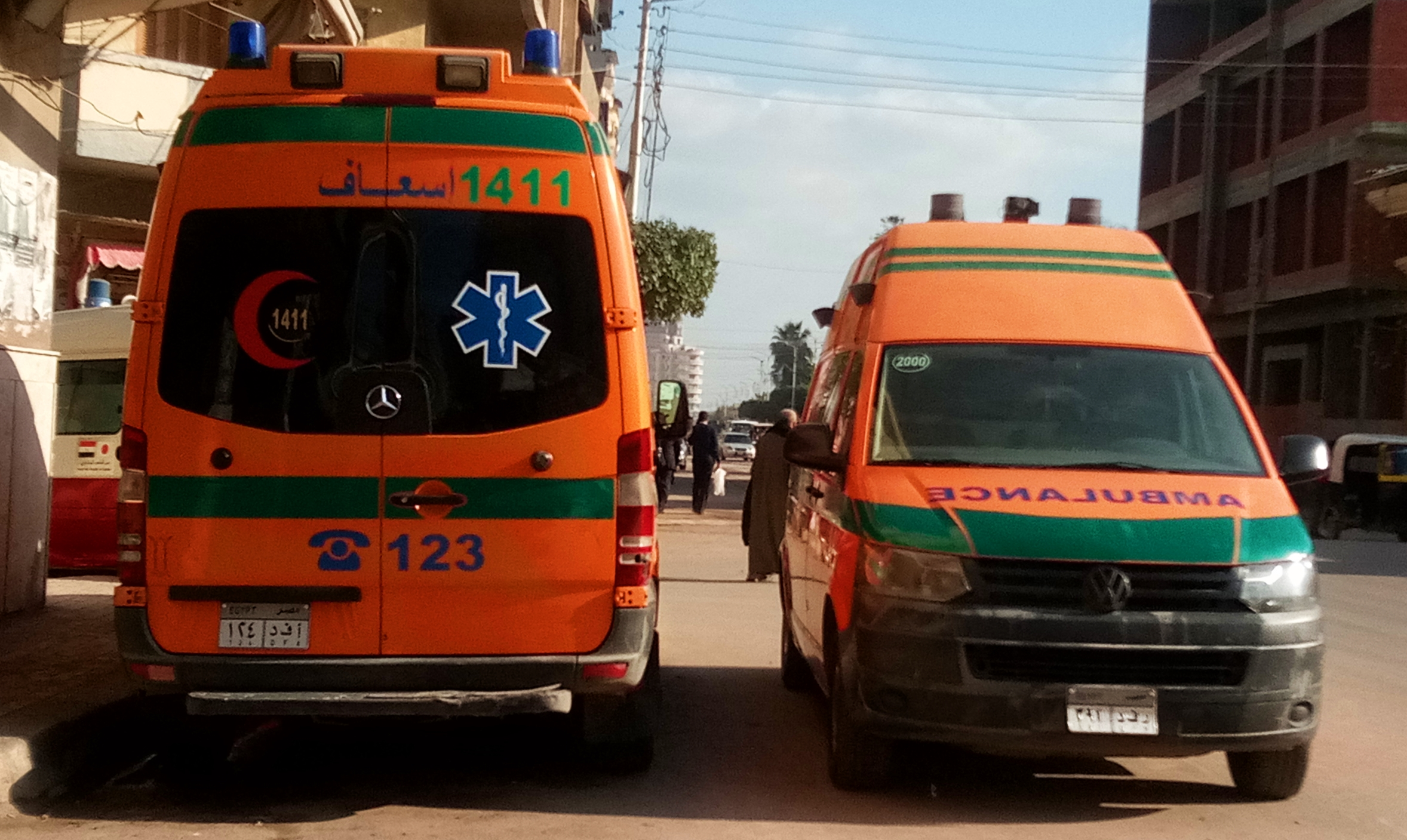
سيارات إسعاف مصرية بمدينة دسوق.

هيئة الإسعاف المصرية هي هيئة حكومية مصرية ذات شخصية اعتبارية تابعة لوزارة الصحة والسكان، يقع مقرها الرئيسي بمدينة السادس من أكتوبر بمحافظة الجيزة، وهي المسئولة عن تقديم الخدمات الطبية العاجلة للمواطنين داخل مصر، وذلك من خلال أسطول بلغ في سبتمبر 2021 حوالي 3200 سيارة إسعاف، ثلاثة طائرات إسعاف جوي، و١١ لانش إسعاف نهري.
أنشأت الهيئة بشكلها الحالي بقرار رئيس جمهورية مصر العربية رقم 139 لسنة 2009، إلا أن خدمات الإسعاف بدأت في مصر بإنشاء جمعية الإسعاف المصرية سنة 1902 بمدينة الإسكندرية، ثم أنشأت عدة جمعيات مماثلة للإسعاف في عدة محافظات مصرية، وظلت كذلك حتى تم إعادة هيكلة وتنظيم وإنشاء هيئة الإسعاف الحالية سنة 2009، والخط الساخن للهيئة هو 123.

## التاريخ
بدأت فكرة إنشاء مؤسسة لمواجهة الطوارئ في 21 يوليو 1902 بقيادة الإيطالي بيترو فازاي، والذي قام بنشر نداء موجه إلى الجنسيات والملل المقيمين في مصر من أجل توحيد الجهود لإقامة هذه المؤسسة، وفي نفس السنة داهم مرض الكوليرا مدينة الإسكندرية فتشكلت لجنة مؤقتة بهدف بحث الوسائل الفعالة للحد من انتشار المرض وأيضًا لتحقيق هدف إنشاء المؤسسة،
وفي 1 أغسطس 1902 قامت اللجنة المؤقتة بدعاية واسعة على صفحات الصحف بين أعضاء الجاليات الأجنبية والمصريين تناشدهم فيها الحضور إلى اجتماع مخصص لإقامة مؤسسة اجتماعية دولية خاصة بالإسعاف بدار الجامعة الشعبية الحرة في 3 أغسطس، وكان المقر الأول للإسعاف بالإسكندرية عبارة عن مجموعة من الدكاكين بشارع الكنيسة الأمريكية، حيث بدأت العناصر الأولى للمتطوعين تمارس دورها، تحت اسم "الجمعية الدولية للإسعافات الصحية العاجلة".
وخلال السنوات التالية تأسست عدة جميعات إسعاف متفرقة في مدن القاهرة، طنطا، والمنصورة، وظلت تعمل بشكل منفصل حتى 14 ديسمبر 1924 عندما تأسس اتحاد في العاصمة القاهرة برعاية الملك فؤاد الأول يضم جميع هذه الجمعيات، وأٌطلق عليه "الاتحاد الملكي لجمعيات الإسعاف العمومية بالقطر المصري"، وأُسند إلى الهيئة المركزية للاتحاد مهمة تنظيم العلاقة بين جمعيات الإسعاف داخل مصر، وفي سنة 1952 بدأت وزارة الشئون الاجتماعية في تنظيم عمل الجمعيات بإصدار القانون رقم 4، والقانون رقم 357 لسنة 1952 الخاص بالجمعيات الخيرية والمؤسسات الاجتماعية حيث بدأ عمل الاتحاد تحت منظومة قانون الجمعيات، وبصدور اللائحة الخاصة بإدارة الإسعاف بالقرار الجمهوري رقم 346 لسنة 1961 عقب تطبيق الحكم المحلي أنيط بلجنة الإدارة بالهلال الأحمر المصري إدارة الإسعاف وتصريف شئونه.
في سنة 1966 انتقلت تبعية الإسعاف إلى وزارة الصحة بالقانون رقم 6، وضُمت مواردها المالية ومرافقها إلى مجالس المحافظات، وأصبحت المحافظات هي المسئولة عن الإسعاف في حدود السياسة العامة لوزارة الصحة، والتي تقوم من خلال الإدارة المركزية للرعاية العاجلة والحرجة التابعة لها بمتابعة الاداء والدعم الفني والمالي للمرافق بالمحافظات المختلفة، وظل مرفق الإسعاف على هذا الوضع حتى صدور رئيس الجمهورية رقم 139 لسنة 2009 الخاص بإنشاء هيئة حكومية ذات شخصية اعتبارية تابعة مباشرة لوزارة الصحة والسكان.

## وصلات خارجية
- الصفحة الرسمية للهيئة على موقع فيس بوك.